# Carpe Noctem
Carpe Noctem ist eine Musikband aus Jena. Die fünf Musiker, teils klassisch ausgebildet, präsentieren auf der Bühne eine Synthese aus Klassik und Heavy Metal. Sie selbst bezeichnen die meist instrumentale Musik ihrer Kompositionen als String Metal.

## Geschichte
2007 fanden sich drei Mitglieder des Jugendorchesters Jena als Trio Altitudo zusammen. Mit zwei Celli – Cornelius Wagner und Martin Streicher – und einem Kontrabass experimentierte man mit eigenen Arrangements bekannter Metal-Stücke. Später kamen Daniel Cebulla als Schlagwerker und Friedrich Busch als Geiger dazu. Nach den ersten Proben fand man den Namen Carpe Noctem (lateinisch für Nutze die Nacht). Die lange und unstetige Findungsphase endete 2009 schließlich mit dem Eintritt Sascha Dobschals als neuer Bassist. Die Gruppe hatte damit ihre erste langjährige Besetzung zusammengestellt. Man bestritt den ersten öffentlichen Auftritt in Jena. 2010 produzierte man die erste CD Obscuritas im Heimstudio. 2011 folgten erste Auftritte außerhalb Thüringens. Im Allorange Music Studio in Ronneburg entsteht die zweite CD, Allegro con fuoco.
2012 folgten Auftritte auf verschiedenen Festivals, darunter den Open-Air-Festivals in Bittstädt und Gößnitz und dem L*Abore in Hauptmannsgrün. Im Theaterhaus Jena gestaltete die Band für die Produktion Hypertroja Wonderland die komplette Bühnenmusik. Man suchte und fand die Zusammenarbeit mit anderen Bands, trat als Vorband bei Konzerten von N.E.M.O und Letzte Instanz auf sowie auf dem Fantreffen von Subway to Sally. Eine dreiwöchige Reise nach Amsterdam bot die Gelegenheit zu Straßenmusik und Bühnenauftritten in Hollands Städten. In Zusammenarbeit mit Studenten des SAE-Institutes in Amsterdam wurden mehrere Titel an den Tonstudios des Instituts aufgenommen.
2013 arrangierte die Band ihre Stücke für Orchester, unterstützt von Martin Lentz, dem Dirigenten des Jugendorchesters Jena. Nach langer Probenarbeit folgte eine Orchesterreise nach Dänemark, unter anderem mit einer Aufführung im Konzertsaales von Aarhus. Im Juni wurde das Programm erstmals in Deutschland aufgeführt. Im Sommer folgte eine weitere Reise nach Holland, erneut mit Straßenmusik und Auftritten in den Städten und Aufnahmen am SAE-Institut. Zum Ende des Jahres belegte die Band beim WDR-Wettbewerb Beliebtester Straßenmusiker 2013 den dritten Platz.
Im Frühjahr 2014 tourte Carpe Noctem durch mehrere europäische Städte, um auch außerhalb Deutschlands bekannt zu werden. In St. Gallen spielten sie auf dem Straßenmusikfestival Aufgetischt. Auf dem 11. Internationalen Straßenmusikfestival in Ludwigsburg gewann Carpe Noctem den zweiten Preis bei der Abstimmung des Publikums. Beim Siegerkonzert spielten sie vor mehreren tausend Zuschauern auf der Hauptbühne. Es folgte eine Reise nach Russland zu einem Auftritt beim Bikerfestival in Susdal. Beim Festival-Mediaval in Selb erspielte die Gruppe den Newcomer-Preis Goldener Zwerg.
Den Erfolg des Vorjahres beim Straßenmusikfestival in Ludwigsburg konnte die Band 2015 wiederholen: Erneut erspielte man den zweiten Publikumspreis. Weiterhin wurde das Orchesterprogramm erweitert und mit dem JSO-Bremen im Sendesaal Bremen aufgeführt. Die Leitung hatte wieder Martin Lentz.
Im Dezember 2014 hatte die Band verkündet, die Arbeit an einem neuen Album namens Schattensaiten aufgenommen zu haben. Nach knapp zwei Jahren wurde das Ergebnis im November 2016 veröffentlicht. Auch in diesem Jahr wurde das Orchesterprogramm erweitert und neu aufgeführt. Dieses Mal unter dem Dirigenten Benedikt Stumpf und mit dem neu gegründeten Symphonic Rock Orchestra Mainz.
Anfang 2017 traten Sascha und Daniel aus privaten Gründen aus. Nach wenigen Monaten konnten Sash Zakosarenko am Bass und Martin von Knarsn am Schlagzeug gewonnen werden. Mit den beiden Neuzugängen änderte sich auch das Livekonzept für akustische Auftritte. So trug Sash Zakosarenko nun auch Kontrabassspiel bei, Martin von Knarsn verzichtete auf die Cajon und baute dafür eigenhändig „Das Instrument“ – ein kleines transportables Drumset, basierend auf einem Reisekoffer.

## Diskografie
- 2010: Obscuritas (Demotape)
- 2012: Allegro con fuoco (EP, Syborgmusic)
- 2016: Schattensaiten (Stringmetal Records)

## Musikvideos
- 2016: Das Gift der Spinne feat. Bastille[14]
- 2016: Blick über die Klippen[15]